# FM4
FM4 – czwarty, najmłodszy program radiowy austriackiego nadawcy publicznego Österreichischer Rundfunk (ORF).
Pomysł utworzenia radia FM4 narodził się w roku 1994. Miało odpowiadać zapotrzebowaniom coraz bardziej związanych ze sobą muzyki i kultury alternatywnej oraz rozwijającej się w Austrii scenie muzyki niezależnej.
Stacja FM4 rozpoczęła emisję 16 w styczniu 1995. Początkowo nadawała tylko wieczorami, przez 6 godzin i dzieliła częstotliwości z anglojęzycznym Blue Danube Radio (należącym również do ORF). W 1997 czas emisji FM4 został wydłużony o 5 godzin nocnych. W 1999 zadecydowano o połączeniu Blue Danube Radio i FM4: od 1 lutego 2000 FM4 nadaje w "nowej" formie – jako dwujęzyczne, 24-godzinne radio dla młodzieży.
Nadaje głównie w języku angielskim (zazwyczaj od godz. 1 w nocy do godz. 14 po południu). Przez resztę czasu przeważa język niemiecki. Wiadomości podawane są po angielsku oraz dwa razy dziennie w języku francuskim.
W 2001 FM4 wspólnie z promotorem koncertowym Musicnet, stacja FM4 zorganizowała FM4 Frequency Festival. Stał się on największym festiwalem muzyki alternatywnej w Austrii.
| Land          | Nadajnik – miejscowość – częstotliwość    |
| ------------- | ----------------------------------------- |
| Wiedeń        | Wiedeń 1 – Kahlenberg – 103,8 MHz         |
| Wiedeń        | Wiedeń 1 – Himmelhof – 91 MHz             |
| Dolna Austria | St. Pölten – Jauerling – 98,8 MHz         |
| Dolna Austria | Semmering – Sonnwendstein – 92,4 MHz      |
| Dolna Austria | Weitra – Wachberg – 101,4 MHz             |
| Burgenland    | Rechnitz – Hirschenstein – 97,4 MHz       |
| Górna Austria | Linz 1 – Lichtenberg – 104,0 MHz          |
| Górna Austria | Bad Ischl – Katrin – 105,1 MHz            |
| Salzburg      | Salzburg – Gaisberg – 104,6 MHz           |
| Salzburg      | Lend – Luxkogel – 97,7 MHz                |
| Tyrol         | Innsbruck 1 – Patscherkofel – 101,4 MHz   |
| Tyrol         | Innsbruck 2 – Seegrube – 102,5 MHz        |
| Tyrol         | Lienz – Rauchkofel – 101,0 MHz            |
| Tyrol         | Kufstein – Kitzbühler Horn – 99,9 MHz     |
| Vorarlberg    | Bregencja – Pfänder – 102,1 MHz           |
| Vorarlberg    | Feldkirch – Vorderälpele – 102,8 MHz      |
| Styria        | Klagenfurt – Dobratsch – 102,9 MHz        |
| Styria        | Wolfsberg – Koralpe – 102,3 MHz           |
| Styria        | Spittal an der Drau – Goldeck – 103,6 MHz |

| Satelita | Transponder | Częstotliwość | Polaryzacja | SR      | FEC |
| -------- | ----------- | ------------- | ----------- | ------- | --- |
| Astra 1H | 115         | 12,66275 GHz  | pozioma (H) | 22 MS/s | 5/6 |